# Győrzámoly
Győrzámoly è un comune di 1 755 abitanti situato nella contea di Győr-Moson-Sopron, nell'Ungheria nordoccidentale.